# Bắc Giang (stad)
Bắc Giang is een stad in Vietnam en is de hoofdplaats van de provincie Bắc Giang. Bắc Giang telt naar schatting 145.249 inwoners. Bij een administratief besluit is Bắc Giang sinds 2005 een stad in de derde klasse. Daarvoor was het een thị xã. De provincie Bắc Giang ligt in het noordoosten van Vietnam, wat ook wel Vùng Đông Bắc wordt genoemd.
Sinds het een stad is, is Bắc Giang onderverdeeld in zestien administratieve eenheden; zeven phường en negen xã's. Een van de belangrijkste verkeersaders is de Quốc lộ 1A.
Bắc Giang is de voortzetting van Phủ Lạng Thương die is opgeheven, nadat in 1962 de provincies Bắc Ninh en Bắc Giang werden samengevoegd tot Hà Bắc.